# Hermitage (Missouri)
Hermitage és una població dels Estats Units a l'estat de Missouri. Segons el cens del 2000 tenia 406 habitants.

## Demografia
Segons el cens del 2000, Hermitage tenia 406 habitants, 174 habitatges, i 108 famílies. La densitat de població era de 130,6 habitants per km².
Dels 174 habitatges en un 26,4% hi vivien nens de menys de 18 anys, en un 50% hi vivien parelles casades, en un 7,5% dones solteres, i en un 37,4% no eren unitats familiars. En el 35,1% dels habitatges hi vivien persones soles el 21,3% de les quals corresponia a persones de 65 anys o més que vivien soles. El nombre mitjà de persones vivint en cada habitatge era de 2,29 i el nombre mitjà de persones que vivien en cada família era de 2,94.
Per edats la població es repartia de la següent manera: un 23,6% tenia menys de 18 anys, un 6,9% entre 18 i 24, un 22,7% entre 25 i 44, un 21,2% de 45 a 60 i un 25,6% 65 anys o més.
L'edat mediana era de 43 anys. Per cada 100 dones de 18 o més anys hi havia 86,7 homes.
La renda mediana per habitatge era de 23.958 $ i la renda mediana per família de 29.583 $. Els homes tenien una renda mediana de 20.417 $ mentre que les dones 18.958 $. La renda per capita de la població era de 12.944 $. Entorn del 13,2% de les famílies i el 18,6% de la població estaven per davall del llindar de pobresa.

## Poblacions més properes
El següent diagrama mostra les poblacions més properes.